# Diocese de Buffalo
A Diocese de Buffalo (Dioecesis Buffalensis) é uma circunscrição eclesiástica da Igreja Católica sediada em Buffalo, no estado norte-americano de New York. Abrange, além do Condado de Erie (do qual Buffalo é sede), oito condados da região oeste desse estado. Foi erigida em 23 de abril de 1847 pelo Papa Pio IX, sendo desmembrada da Diocese de Nova York, da qual se tornou sufragânea após sua elevação. Seu atual bispo é Michael William Fisher que governa a diocese desde 2020 e sua sé episcopal é a Catedral de São José.
Possui 164 paróquias assistidas por 414 sacerdotes e cerca de 44,2% da população jurisdicionada é batizada.

## Prelados
|                          | Nome                               | Período    | Notas                              |        |
| Bispos                   | Bispos                             | Bispos     | Bispos                             | Bispos |
| ------------------------ | ---------------------------------- | ---------- | ---------------------------------- | ------ |
| 15º                      | Michael William Fisher             | 2020-atual |                                    |        |
| 14º                      | Richard Joseph Malone              | 2012-2019  |                                    |        |
| 13°                      | Edward Urban Kmiec                 | 2004-2012  |                                    |        |
| 12º                      | Henry Joseph Mansell               | 1995-2003  | Nomeado Arcebispo de Hartford.     |        |
| 11º                      | Edward Dennis Head                 | 1973-1995  |                                    |        |
| 10°                      | James Aloysius McNulty             | 1963-1972  |                                    |        |
| 9º                       | Joseph Aloysius Burke              | 1952-1962  |                                    |        |
| 8º                       | John Francis O'Hara, C.S.C.        | 1945-1951  | Nomeado Arcebispo de Philadelphia. |        |
| 7º                       | John Aloysius Duffy                | 1937-1944  |                                    |        |
| 6°                       | William Turner                     | 1919-1936  |                                    |        |
| 5º                       | Dennis Joseph Dougherty            | 1915-1918  | Nomeado Arcebispo de Philadelphia. |        |
| 4º                       | Charles Henry Colton               | 1903-1915  |                                    |        |
| 3°                       | James Edward Quigley               | 1896-1903  | Nomeado Arcebispo de Chicago.      |        |
| 2º                       | Stephen Michael Vincent Ryan, C.M. | 1868-1896) |                                    |        |
| 1º                       | John Timon, C.M.                   | 1847-1867  |                                    |        |
| Bispo-auxiliar           |                                    |            |                                    |        |
|                          | Edward Michael Grosz               | 1989-2020  |                                    |        |
|                          | Donald Walter Trautman             | 1985-1990  | Nomeado Bispo de Erie              |        |
|                          | Bernard Joseph McLaughlin          | 1969-1988  |                                    |        |
|                          | Stanislaus Joseph Brzana           | 1964-1968  | Nomeado Bispo de Ogdensburg        |        |
|                          | Pius Anthony Benincasa             | 1964-1986  |                                    |        |
|                          | Leo Richard Smith                  | 1952-1963  | Nomeado Bispo de Ogdensburg        |        |
|                          | Joseph Aloysius Burke              | 1943-1952  | Elevado a Bispo Diocesano.         |        |
| Administrador Apostólico |                                    |            |                                    |        |
|                          | Edward Bernard Scharfenberger      | 2019-2021  | Bispo-auxiliar de Albany           |        |

## Território
A Diocese de Buffalo abrange os seguintes condados:

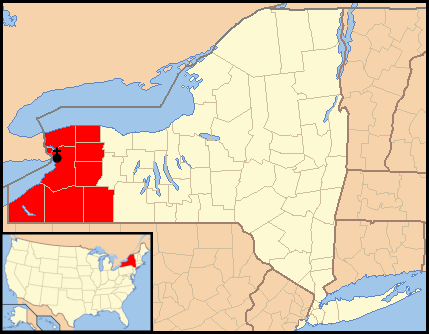
Área territorial da Diocese de Buffalo.

| - Allegany - Cattaraugus - Chautauqua - Erie | - Genesee - Niagara - Orleans - Wyoming |
| -------------------------------------------- | --------------------------------------- |

## Galeria

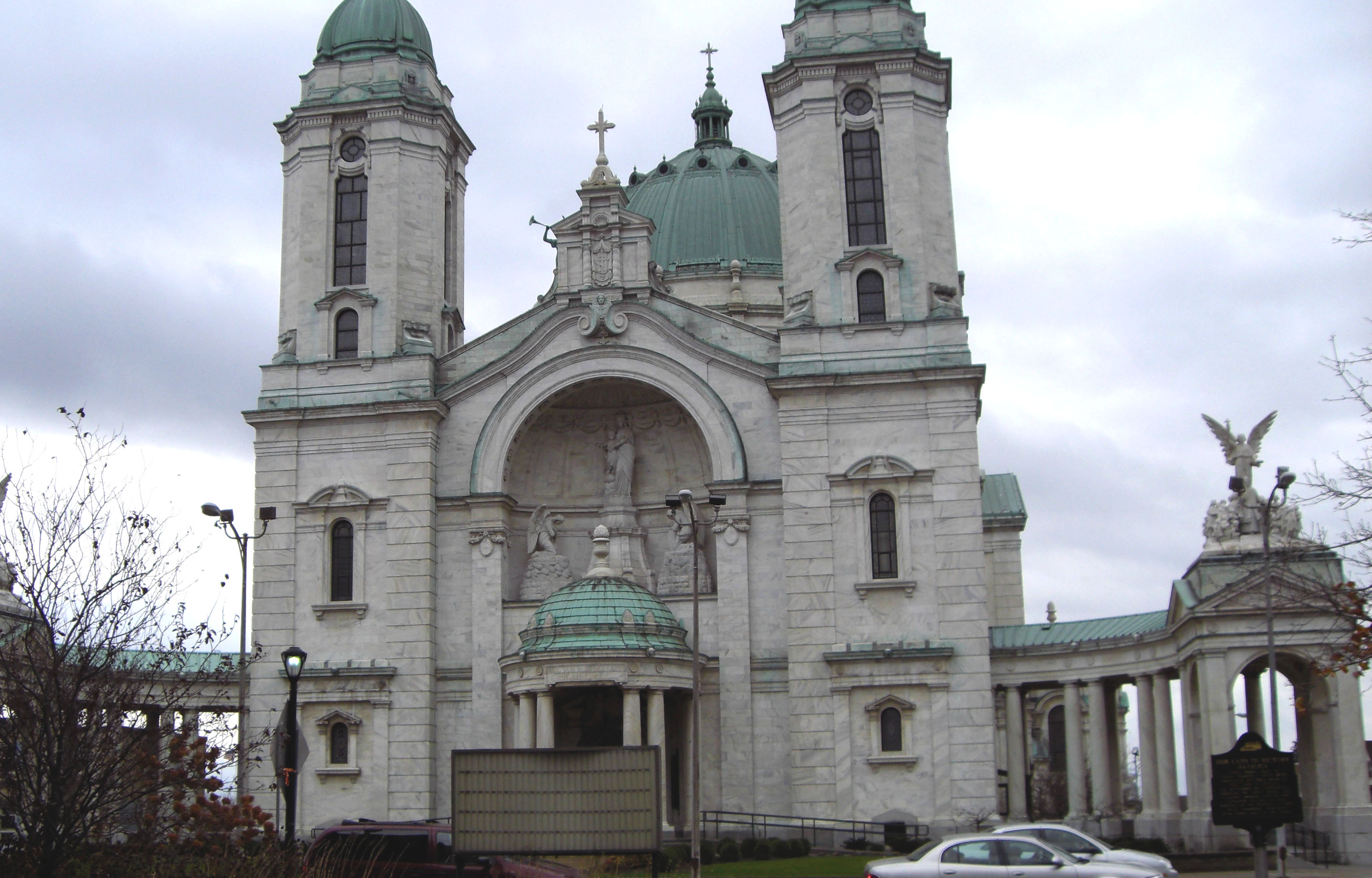
Basílica de Nossa Senhora das Vitórias em Lackwanna
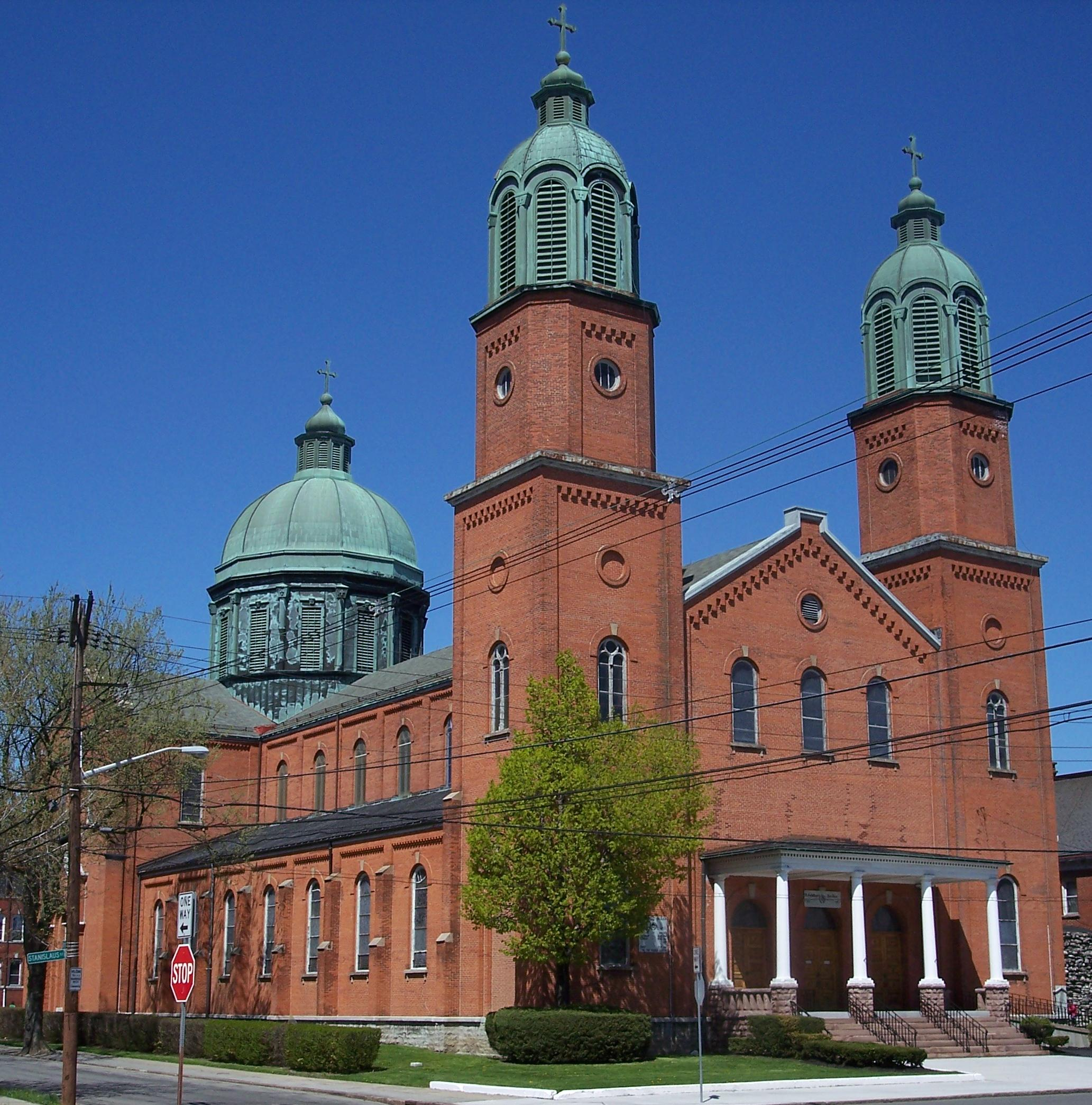
Basílica de Santo Adalaberto em Buffalo
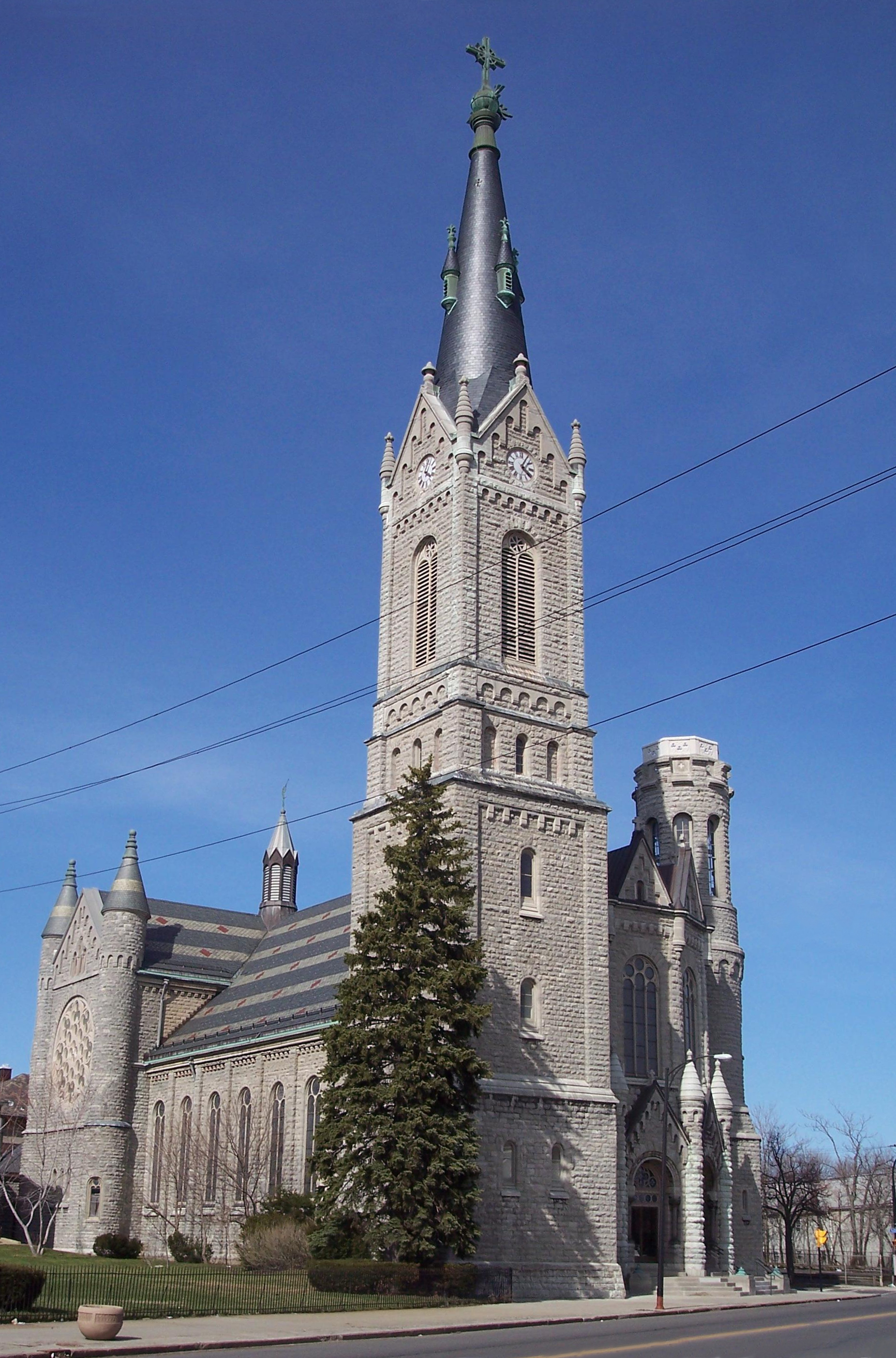
Igreja de Nossa Senhora das Dores em Buffalo
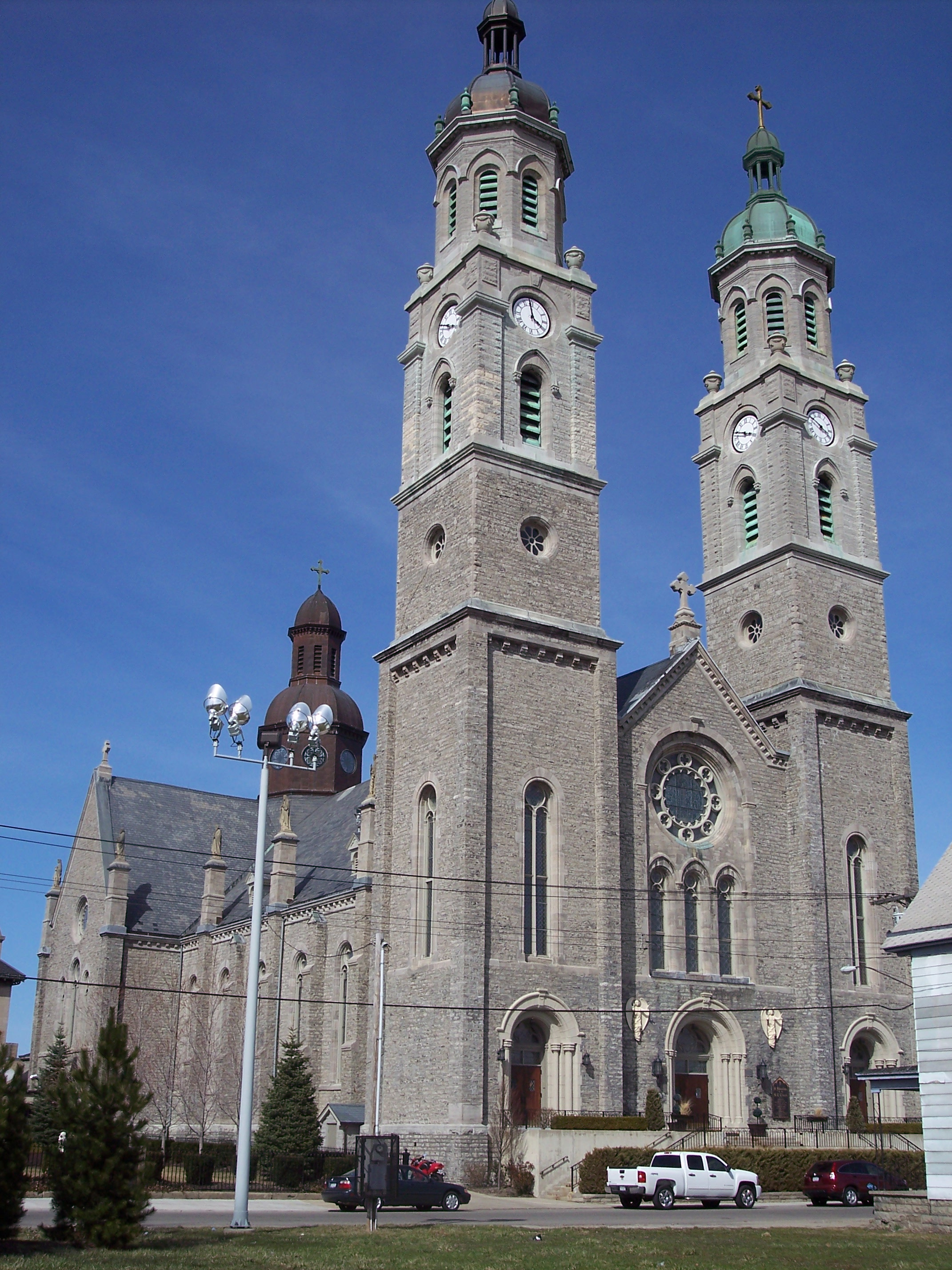
Igreja de Santo Estanislau em Buffalo
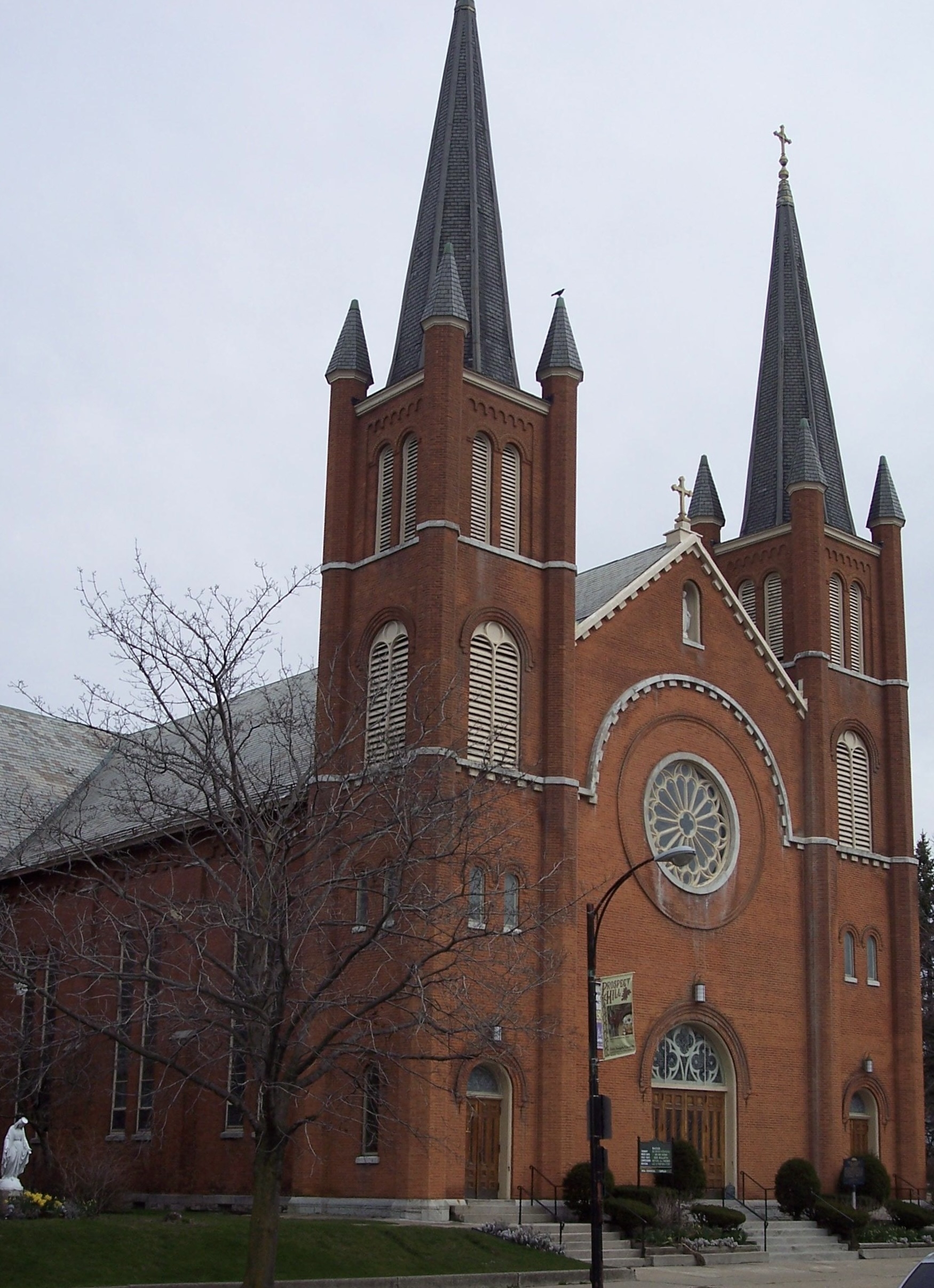
Igreja dos Santos Anjos em Buffalo
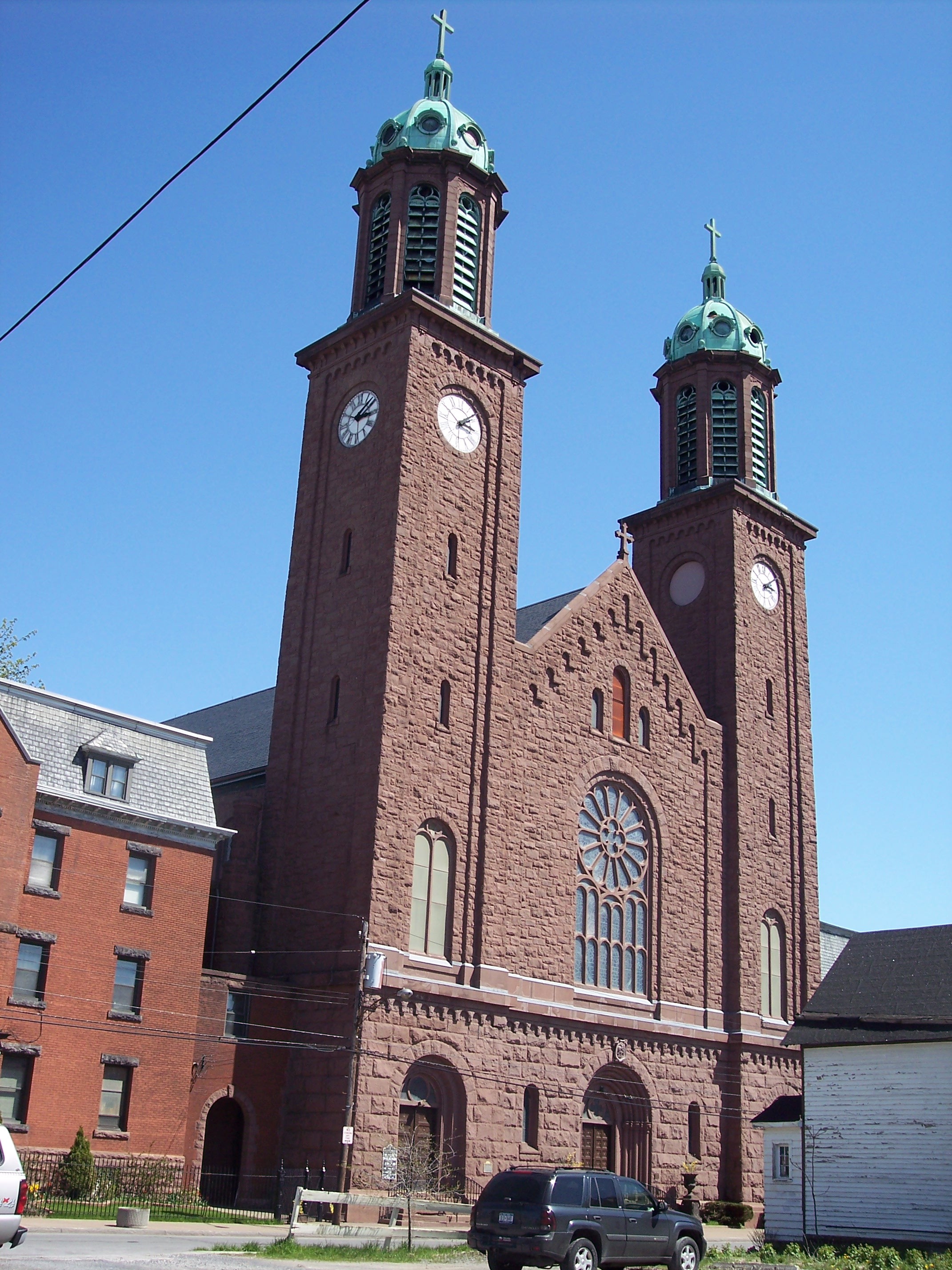
Igreja do Corpo de Cristo em Buffalo
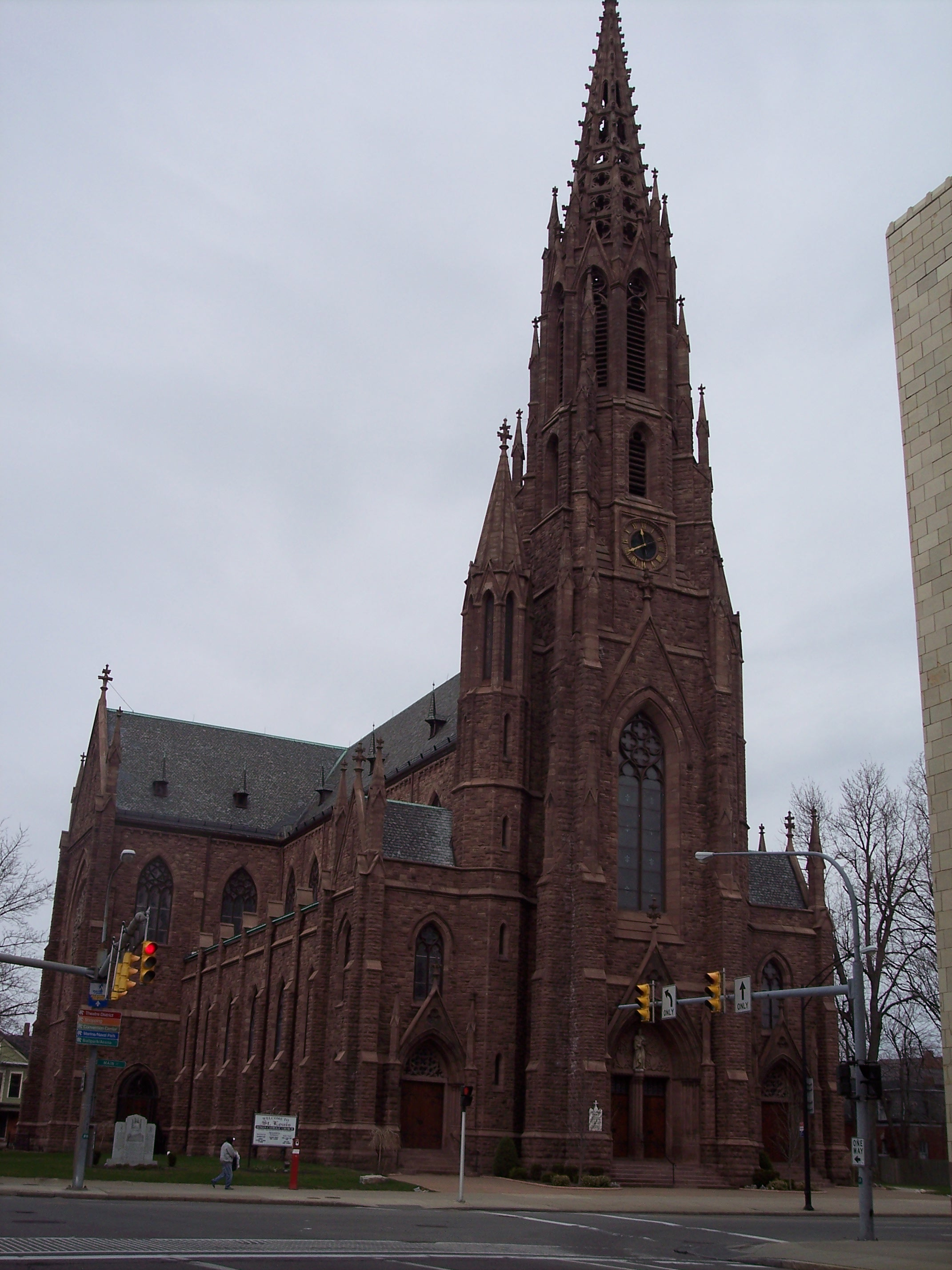
Igreja de São Luís em Buffalo
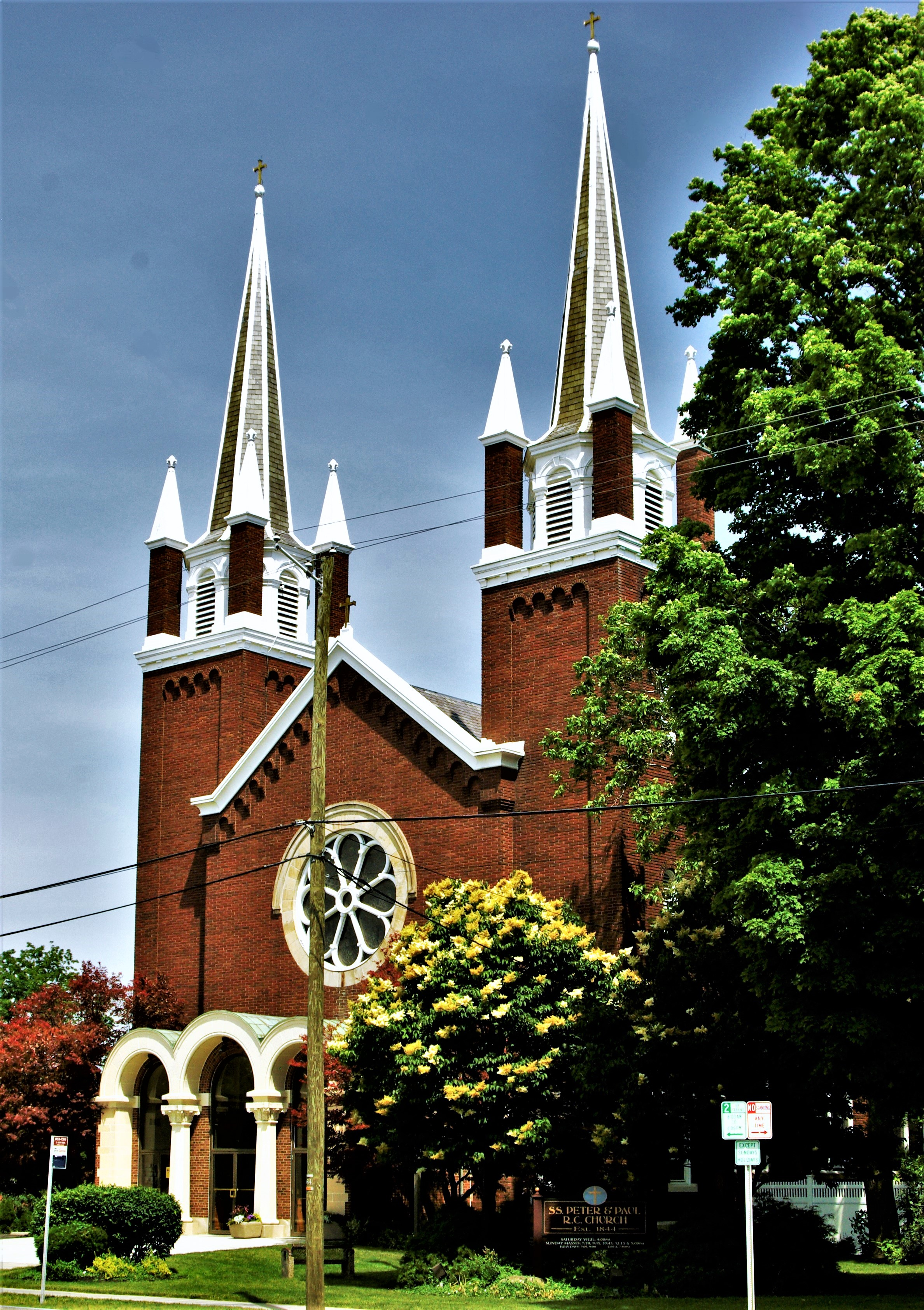
Igreja de São Pedro e São Paulo em Hamburg
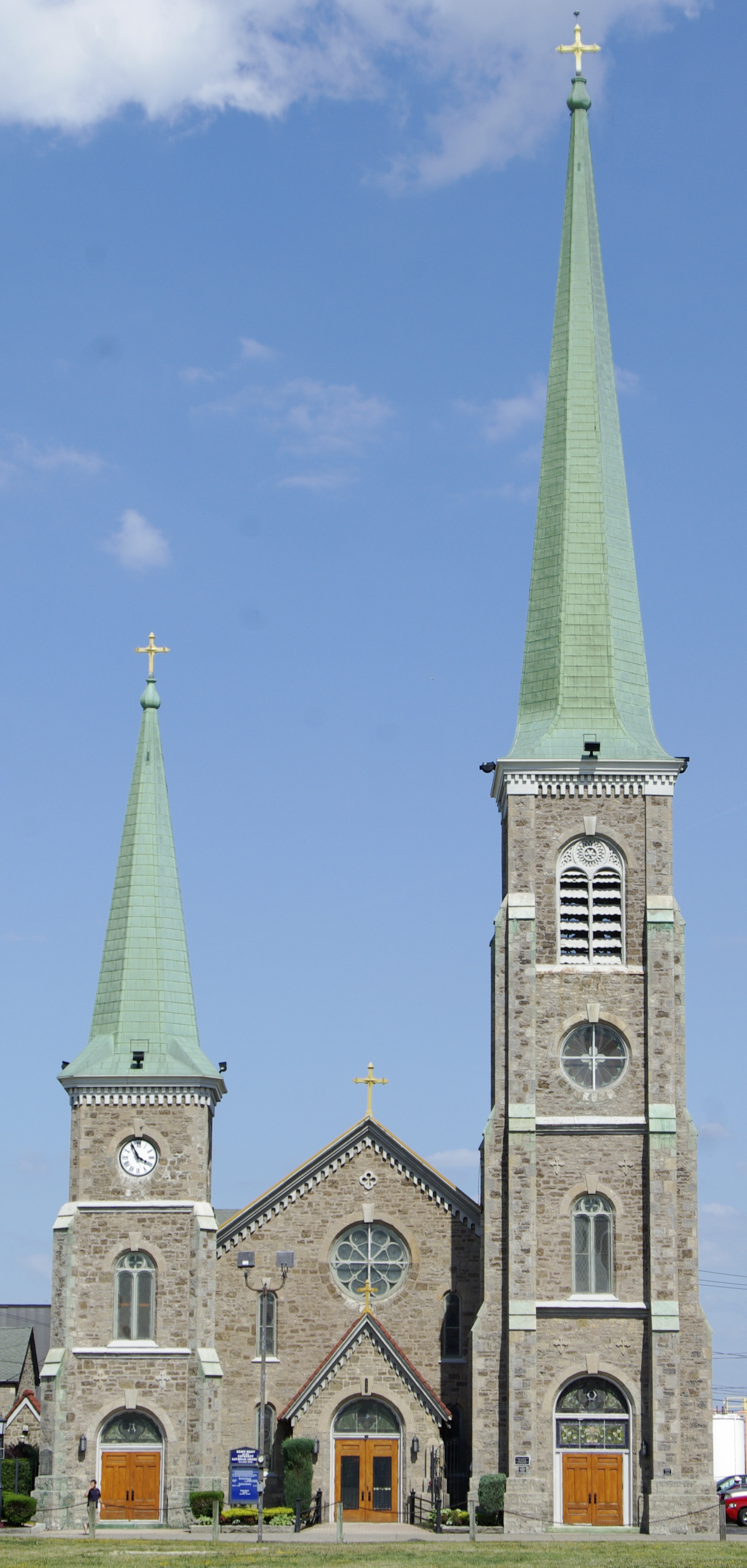
Igreja de Santa Maria em Niagara Falls
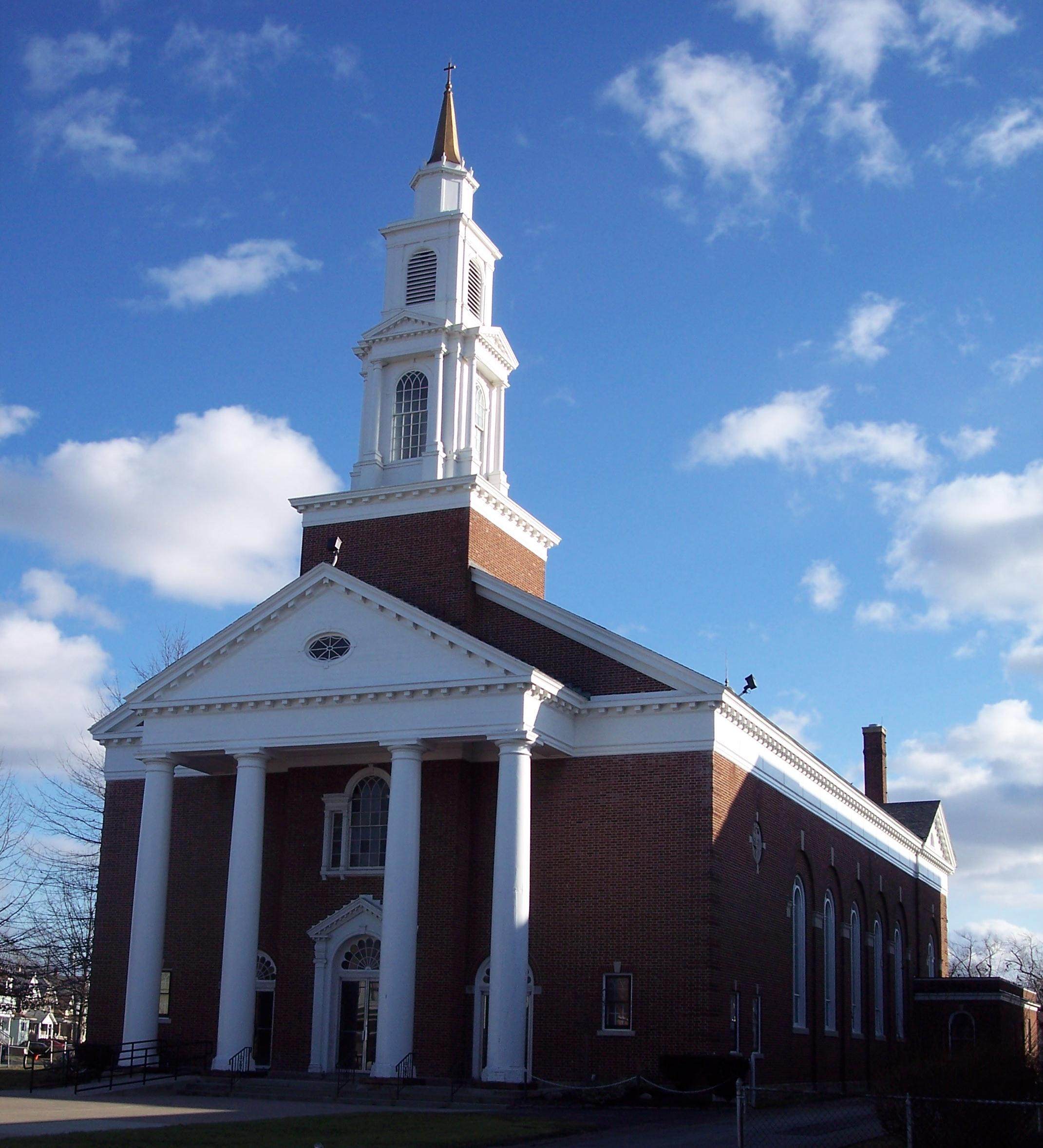
Igreja de Todos os Santos em Buffalo